# Австралийская сипуха
Австралийская сипуха (лат. Tyto novaehollandiae) — птица семейства сипуховые. Она представлена рядом подвидов на островах вокруг Австралии, Тасмании и Меланезии. При этом отдельные представители очень сильно варьируют в окраске и в размере. По сравнению с обыкновенной сипухой (Tyto alba) у неё очень сильный клюв и сильные ноги с выступающими когтями.

## Описание
Современные орнитологи выделяют шесть подвидов австралийской сипухи:
| Подвид                                 | Распространение                                                                            |
| -------------------------------------- | ------------------------------------------------------------------------------------------ |
| T. n. calabyi Mason, IJ, 1983          | Юг Новой Гвинеи                                                                            |
| T. n. kimberli Mathews, 1912           | Северо-запад Австралии                                                                     |
| T. n. milvillensis Mathews, 1912       | Остров Мелвилл                                                                             |
| T. n. galei Mathews, 1914              | Север Квинсленда, полуостров Кейп-Йорк                                                     |
| T. n. novaehollandiae (Stephens, 1826) | Австралийский континент на юге Квинсленда, в Новом Южном Уэльсе, Виктории, Южной Австралии |
| T. n. castanops (Gould, 1837)          | Острова Марайа и Матсайкер, Тасмания                                                       |

Номинативный подвид австралийской сипухи (T. n. novaeholandiae) обладает красновато-коричневым лицом, обрамлённым чёрным рисунком. Верхняя сторона птиц от коричневато-красного до тёмно-серого цвета, нижняя сторона бурая.
Подвид T. n. castanops — самый большой подвид австралийской сипухи и в то же время самый тёмный, с тёмно-коричневым оперением на верхней стороне и серым с большими коричневыми пятнами на нижней стороне. Отдельные экземпляры значительно светлее. Некоторыми авторами выделяется в отдельный вид.